# ألان ماثيوز (مهندس)
ألان ماثيوز (بالإنجليزية: Allan Matthews)‏ هو مهندس بريطاني، ولد في 1960 في ويغان في المملكة المتحدة.